# WVGA
WVGA是一种屏幕分辨率的规格，其中的W意味宽（wide），长宽比为800×480。与之相关的还有VGA（640×480）和FWVGA（854×480）。
WVGA并不是16：9比例，而是5：3的显示分辨率，因此在播放HD规格视频时会留有黑色边框。